# Bupleurum rigescens
Bupleurum rigescens là một loài thực vật có hoa trong họ Hoa tán. Loài này được Maire & Sennen mô tả khoa học đầu tiên năm 1936.